# Il Silenzio
Il Silenzio (pol. „Cisza”) – włoski utwór instrumentalny, skomponowany w 1964 roku przez Niniego Rosso i Willy’ego Brezzę, wykonany w 1965 roku przez Niniego Rosso na trąbce z krótkim, mówionym tekstem. Spopularyzowany w wielu wersjach na całym świecie, rozszedł się w ilości 10 milionów egzemplarzy.

## Historia

### Lata 60.
Utwór skomponowali w 1964 roku Nini Rosso i Willy Brezza. Jest to melodia instrumentalna, z krótkim, recytowanym tekstem „Buonanotte amore, buonanotte a te che sei lontana”. Od strony muzycznej „Il Silenzio” jest wariacją na temat „Last Post”, sygnału dźwiękowego piechoty lub kawalerii British Army. Później stał się motywem przewodnim filmu The Legion’s Last Patrol. Pomimo brytyjskiego coveru w wykonaniu Eddiego Calverta i amerykańskiego Ala Hirta, to oryginalne wykonanie Niniego Rosso stało się międzynarodowym przebojem, sprzedanym w ilości ponad 10 milionów egzemplarzy.

#### Notowania
W maju 1965 roku utwór znalazł się na 1. miejscu włoskiej listy przebojów Hit Parade Italia.
1 czerwca 1965 roku utwór (zatytułowany jako „Il silenzio – Abschiedsmelodie”) znalazł się na 1. miejscu niemieckiej listy przebojów Deutsche Offizielle Charts/Single przebywając na niej 19 tygodni. Znalazł się również na 1. miejscu list przebojów Austrii (24 tygodnie na liście) i Belgii (16 tygodni na liście)
W grudniu tego samego roku w wykonaniu Dalidy znalazł się na 1. miejscu listy Top 30.

### Wykonania późniejsze
W kwietniu 1981 roku nowozelandzki muzyk Deane Waretini wprowadził swoją wersję „Il Silenzio”, zatytułowaną „The Bridge” i wykonaną w języku maoryskim na 1. miejsce Single Top 40, listy przebojów Nowej Zelandii.
W 2008 roku utwór wykonała 13-letnia holenderska trębaczka, Melissa Venema. Towarzyszyła jej orkiestra pod dyrekcją André Rieu. Utwór został entuzjastycznie przyjęty przez publiczność, a na YouTube został obejrzany ponad 12 milionów razy.